# Luigi Vari

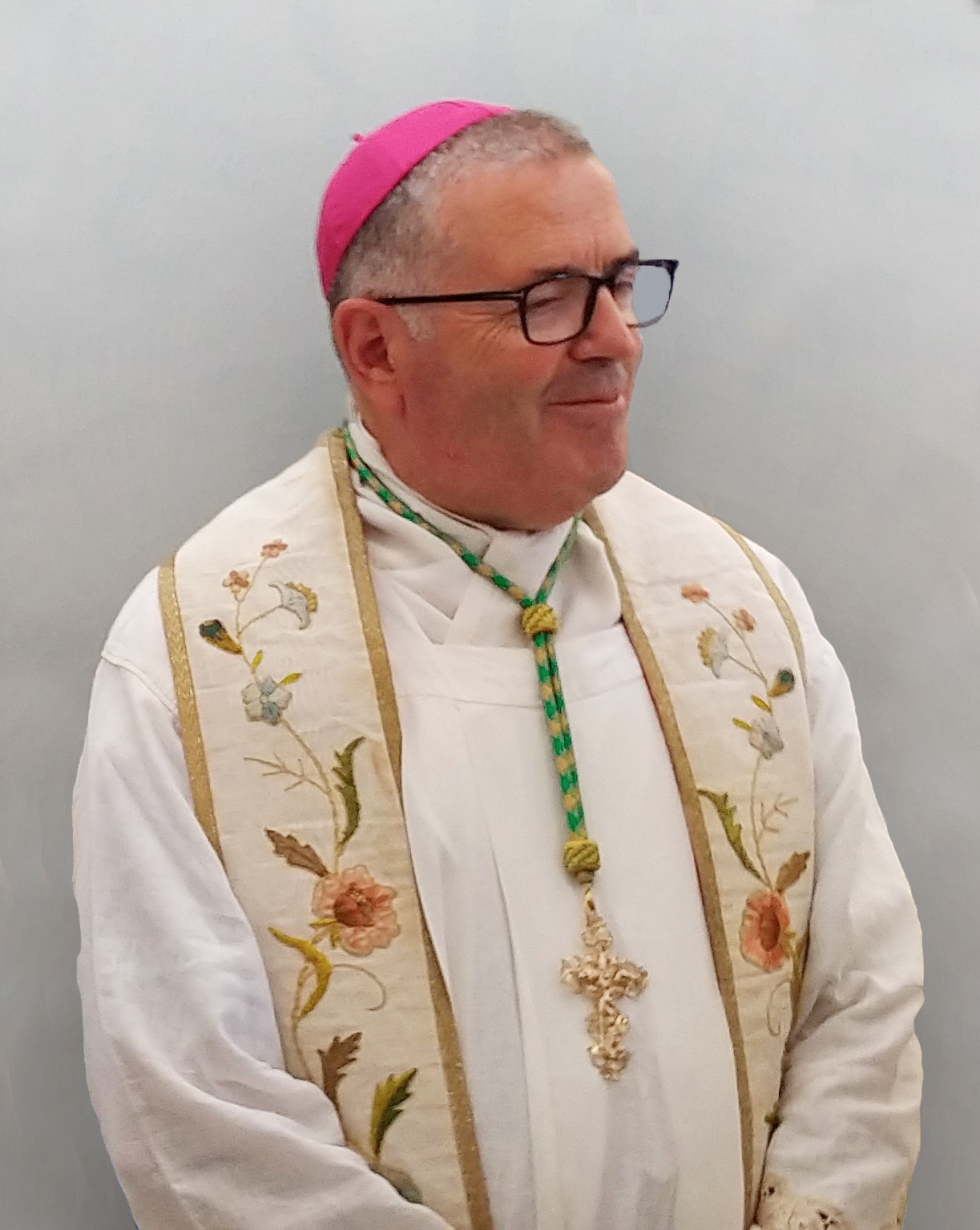
Erzbischof Luigi Vari (2019)

Erzbischofswappen

Luigi Vari (* 2. März 1957 in Segni) ist ein italienischer Geistlicher und römisch-katholischer Erzbischof von Gaeta.

## Leben
Luigi Vari empfing am 13. September 1980 durch Bischof Dante Bernini das Sakrament der Priesterweihe für das Bistum Velletri. Anschließend ging er zu weiteren Studien an das Päpstliche Bibelinstitut in Rom, wo er das Lizenziat in Bibelwissenschaften erwarb. 1983 wurde er Kaplan an der Kirche Santa Maria in Trivio. Ab 1987 war er Diözesanassistent der Katholischen Aktion und geistlicher Assistent der Jugend der Katholischen Aktion in der Kirchenregion Latium. Von 1991 bis zu seiner Ernennung zum Erzbischof war er Pfarrer der Pfarrei Santa Maria Maggiore in Valmontone. In den Jahren 1998 und 1999 absolvierte er ein Doktoratsstudium an der Päpstlichen Universität Heiliger Thomas von Aquin und wurde 2010 mit einer Arbeit über Lk 6,36-50  zum Doctor theologiae promoviert.
Er war von 1983 bis 1991 als Religionslehrer tätig und gehörte seit 1983 dem Priesterrat seines Heimatbistums an. Seit 1985 war er Dozent und seit 2002 außerordentlicher Professor des an die Päpstliche Fakultät Teresianum angeschlossenen Theologischen Instituts Leonianum in Anagni, dessen Direktor er 2010 wurde. Von 1999 bis 2002 war er zudem Dozent für Neues Testament am Institut für Religionswissenschaft all’Apollinare der Päpstlichen Universität vom Heiligen Kreuz.
Seit 1995 war er Bischofsvikar für die Seelsorge und von 2006 bis 2008 zusätzlich Leiter des bischöflichen Schulamts und Verantwortlicher für die katholischen Religionslehrer im Bistum Velletri-Segni. Im Februar 2003 verlieh ihm Papst Johannes Paul II. den Ehrentitel Kaplan Seiner Heiligkeit (Monsignore).
Papst Franziskus ernannte ihn am 21. April 2016 zum Erzbischof von Gaeta. Die Bischofsweihe spendete ihm der Bischof von Velletri-Segni, Vincenzo Apicella, am 21. Juni desselben Jahres. Mitkonsekratoren waren sein Amtsvorgänger Bernardo Fabio D’Onorio OSB und der Bischof von Anagni-Alatri, Lorenzo Loppa. Die Amtseinführung im Erzbistum Gaeta fand am 9. Juli 2016 statt.
Am 5. Dezember 2020 ernannte ihn Papst Franziskus zum Mitglied der Kongregation für die Selig- und Heiligsprechungsprozesse.